# Puerto Esperanza (Argentína)
Puerto Esperanza az Argentína Misiones tartományában található Iguazú megye székhelye.

## Földrajz
A település Argentína északkeleti, Misiones tartomány északnyugati, Iguazú megye délnyugati részén található, közel a Paraguayjal közös országhatárt alkozó Paraná folyóhoz, annak bal partjától néhány kilométerre. A tartományi fővárosból, Posadasból a 12-es főúton, 251 km megtétele után érhető el.

## Története
A település helyén a 19. század közepén még nem volt lakott hely. Misiones tartományt 1881-ben nyilvánították úgynevezett Nemzeti Területté, de a helyi földek magánkézbe történő értékesítése már ez előtt az esemény előtt megkezdődött. A Puerto Esperanza térségében található területeket 1910-ben az Istueta testvérek szerezték meg, akik fakitermeléssel kezdtek foglalkozni.
Ugyanebben az időszakban kezdődött meg a matétermesztés fellendülése is: ehhez azonban a korábbi növénytermesztési technológiák megújítására volt szükség. Ennek kapcsán települt le itt a svájci származású mezőgazdasági mérnök, Gustavo Keller, aki megvásárolta a helyi földek egy részét, majd továbbadta azokat az S. A. Compañía Yerba Mate nevű társaságnak. A földek tényleges birtokba vételére 1926-ban került sor: Keller és társai (Alfonso Scherer, Enrique Bücher és Gustavo Ernst) szeptember 25-én szálltak partra azon a helyen, amit akkor már Puerso Esperanza néven ismertek, de település még nem állt ott. A település alapításának ezt a dátumot tekintik.
A név eredetére kétféle magyarázat is létezik. Az egyik szerint egy Adán Luchessi nevű földmérő adta ezt a nevet a helynek, aki egy fiatal lány, Esperanza Brunquetti-Brucci társaságában érkezett a helyszínre, míg a másik szerint a név 1874-ből származik, amikor egy Feliz Esperanza („boldog remény”) nevű hajó hozott ide egy csoport peont.
A települést az 1940-es években kötötték össze úttal Eldorado városával.

## Turizmus, látnivalók
A város fő vonzereje a természeti környezet szépsége, hiszen itt található a 680 hektáros Parque Provincial Esperanza nevű védett terület, és nincs messze a híres Iguazú-vízesés sem. A városban egy régészeti emlékeket bemutató múzeum is működik, és a Flüei Szent Miklósról elnevezett, modern stílusú templom is felhívja magára a figyelmet.